# Dinotoperla hybrida
Dinotoperla hybrida är en bäcksländeart som beskrevs av Günther Theischinger 1984. Dinotoperla hybrida ingår i släktet Dinotoperla och familjen Gripopterygidae. Inga underarter finns listade i Catalogue of Life.